# جابجایی در قدرت
جابجایی در قدرت: دانش، ثروت و خشونت در آستانه قرن ۲۱ (به انگلیسی: Powershift: Knowledge, Wealth, and Violence at the Edge of the 21st Century) سومین کتاب در سه‌گانه‌ای است که توسط آینده‌پژوه الوین تافلر نوشته شده‌است که پس از «شوک آینده» (۱۹۷۰) و موج سوم، چاپ اول آن در ۱۹۸۰ با جلد سخت در ۱ اکتبر ۱۹۹۰ منتشر شد.

## سه‌گانه قدرت
ترکیبی از دانش، ثروت و قدرت توسط تافلر توصیف می‌شود که به افراد یا نهادهای دیگر قدرت می‌دهد. دانش با توجه به این که در حال حاضر در تمدنی دانش محور زندگی می‌کنیم، قوی‌ترین شکل قدرت است. ثروت شکل دیگری از قدرت است و ماهیت انعطاف‌پذیری دارد زیرا می‌تواند به عنوان تنبیه (مانند چوب) یا پاداش (به عنوان هویج) مورد استفاده قرار گیرد. سرانجام از زور، در اصطلاح خشونت، به عنوان عنصر دیگری از قدرت یاد می‌شود. این ابزار به اندازه سایر عناصر قدرت قابل انعطاف نیست زیرا شما دقیقاً نمی‌توانید «به عقب» شلیک کنید یا به صورت او مشت بزنید. با این حال، توانایی روانی که در اختیار دارید، مانند یک کابوی یا پلیس که اسلحه‌ای در غلاف دارد اغلب برای اطمینان لازم است.

## تبدیل عناصر قدرت
تافلر تأکید می‌کند هر یک از عناصر قدرت را می‌توان از یکی به دیگری تبدیل کرد به طوری که هر فرد از هر جایی که شروع کرده باشد دارای سه‌گانه است. به عنوان مثال، می‌توان از قدرت، مانند اسلحه / چاقو (یا تهدید خاموش سلاح / چاقو) برای به دست آوردن دانش (اطلاعات) یا ثروت (پول) استفاده کرد. از ثروت می‌توان برای به‌دست آوردن قدرت بهره برد، مانند استخدام یک مرد مجروح یا خرید سم. از ثروت می‌توان برای به دست آوردن دانش استفاده کرد، مانند رشوه دادن یا خرید کتاب ولی در نهایت، دانش به عنوان مؤثرترین (کارآمدترین) راه برای شروع تأکید می‌شود. از طریق دانش، مانند دانش موجود در این مقاله یا سایر منابع اینترنت، می‌توان روش‌هایی را برای به‌دست آوردن قدرت (مانند ارتباطات با "دنیای پایین") و ثروت (به عنوان مثال نکات مربوط به سهام) یافت. ثروت از دانش اکنون از طریق نوک انگشتان در اینترنت و در اختیار کاربر قرار دارد. به‌طور خاص، اطلاعات مربوط به سایبرنتیک، کلمه مدرن برای مواردی مانند استفاده از طلسم‌های وودو آزادانه در یوتیوب و منابع دیگر یافت می‌شود. سایبرنتیک همچنین به سایر زمینه‌ها مانند عددشناسی و نمادشناسی مربوط می‌شود که ابزارهای قدرتمندی برای به دست آوردن قدرت و ثروت هستند. با توجه به اینکه تافلر به تمدن و اقتصاد بر اساس نمادشناسی یا "اقتصاد نمادین" اشاره می‌کند، در واقع این برای هر فردی قدرتمند است.

## قدرت دانش
تافلر تأکید می‌کند از سه‌گانه قدرت، استفاده از ثروت و قدرت و در اختیار ثروتمندان و قدرتمندان قرار دارد ولی دانش حتی برای افراد ضعیف و فقیر نیز در دسترس است. چیزی که در مورد دانش جالب است این است که می‌توان آن را بی‌نهایت ایجاد کرد زیرا همه در تلاش هستیم تا در مورد «حقیقت» به شناخت کامل برسیم. به قول تافلر، «دانش دموکراتیک‌ترین منبع قدرت است».